# Denys Kovalenko
Denys Kovalenko –en ucraniano, Денис Коваленко– (Járkov, URSS) es un deportista ucraniano que compite en piragüismo en la modalidad de aguas tranquilas. Ganó dos medallas en el Campeonato Mundial de Piragüismo, plata en 2015 y bronce en 2017, y cuatro medallas en el Campeonato Europeo de Piragüismo entre los años 2013 y 2016.

## Palmarés internacional
| Campeonato Mundial | Campeonato Mundial          | Campeonato Mundial | Campeonato Mundial |
| Año                | Lugar                       | Medalla            | Competición        |
| ------------------ | --------------------------- | ------------------ | ------------------ |
| 2015               | Milán (Italia)              | Medalla de plata   | C4 1000 m          |
| 2017               | Račice (República Checa)    | Medalla de bronce  | C4 1000 m          |
| Campeonato Europeo |                             |                    |                    |
| Año                | Lugar                       | Medalla            | Competición        |
| 2013               | Montemor-o-Velho (Portugal) | Medalla de bronce  | C4 1000 m          |
| 2014               | Brandeburgo (Alemania)      | Medalla de bronce  | C4 1000 m          |
| 2015               | Račice (República Checa)    | Medalla de bronce  | C4 1000 m          |
| 2016               | Moscú (Rusia)               | Medalla de plata   | C4 1000 m          |